# Azamat Sufiev
Azamat Sufiev (16 de agosto de 1992) es un luchador tayiko de lucha libre. Dos veces compitió en Campeonatos Mundiales consiguiendo la 13.ª posición en 2015. Logró un 29.º puesto en los Juegos Asiáticos de 2014. Ganó una medalla de bronce en Campeonato Asiático de 2016. 